# Krum Milev
Krum Milev   (Sofia, 11 de juny de 1915 - Sofia, 19 d'abril de 2000) és un exfutbolista búlgar de la dècada de 1930.
Fou 18 cops internacional amb la selecció búlgara.
Pel que fa a clubs, defensà els colors de Botev Sofia, Slavia Sofia i Lokomotiv Sofia.
També destacà com a entrenador a CSKA Sofia.